# Мальцов, Иван Сергеевич (1847)
Иван Сергеевич Мальцов (1 февраля 1847, Санкт-Петербург — декабрь 1920, Крым) — русский генерал от инфантерии из рода промышленников Мальцовых.

## Биография
Родился в семье крупного промышленника Сергея Ивановича Мальцова и его жены Анастасии Николаевны (1820—1894), дочери князя Н. Ю. Урусова. Крещен 22 февраля 1847 года в Симеоновской церкви при восприемстве И. А. Мальцова, в лице которого присутствовал принц Пётр Ольденбургский, и герцогини Марии Лейхтенбергской, в лице которой была её дочь княжна Мария Максимилиановна

### Военная карьера
Воспитывался дома. 18 июня 1866 года поступил на службу юнкером в Кавалергардский полк, а 17 июля того же года произведен в корнеты. В 1871 году произведен в штабс-ротмистры, в 1873 году в ротмистры. С 19 октября 1873 года по 10 мая 1874 года командовал резервным эскадроном. В том же году командирован на станцию Брянск для изучения обязанностей начальника станции.
В 1877 году произведен в полковники и переведён на станцию Гатчина. 15 мая того же года пожалован во флигель-адъютанты. В 1878 году назначен старшим адъютантом управления главной квартиры, в 1883 году назначен в штаб-офицеры для поручения при главной квартире. В 1886 году прикомандирован к лейб-гвардейскому 1-му стрелковому батальону, с оставлением в должности штаб-офицера.
С 17 ноября 1886 года по 13 октября 1887 года назначен членом от главной квартиры особого совещания при главном штабе для разработки вопроса о порядке совмещения военной службы с разными внеслужебными занятиями в частных обществах, у частных лиц и с владением разными торгово-промышленными заведениями.

30 ноября 1888 года назначен командиром 89-го пехотного Беломорского полка, в 1890 году назначен командиром лейб-гвардейского 1-го стрелкового батальона. 30 августа того же года произведен в генерал-майоры. В 1891 году назначен командиром лейб-гвардейского Егерского полка, а в 1894 году командиром 1-й бригады 1-й гвардейской пехотной дивизии, с зачислением в списки лейб-гвардейского Егерского полка. 
В том же году назначен попечителем Преображенского кладбища. В 1899 году назначен состоять при войсках гвардии Петербургского военного округа. В 1901 году назначен начальником 37-й пехотной дивизии. В 1903 году назначен состоять при войсках гвардии Петербургского военного округа. В 1905 году уволен по болезни в отставку, с производством в генералы от инфантерии.

### Основание посёлка Симеиз
Большая часть имения братьев Мальцевых у горы Кошка после покупки пустовала и не приносила дохода, поскольку представляла собой каменистую, безводную местность. В 1900 году они решили использовать свои земли в коммерческих целях и создать на них дачный поселок, который должен был принести хорошие доходы. Для проектирования они пригласили  военного инженера Якова Петровича Семёнова. Он составил план благоустройства Нового Симеиза, включая дороги и водопровод, а также выполнил раздел земель на дачные участки.
По мере их продажи в Симеизе появилось общество дачевладельцев, которое занялось работами по благоустройству и застройке курорта. В течение девяти лет имение находилось в общем пользовании братьев, а затем они разделили его. Западная часть с курортом Новый Симеиз отошла Ивану Сергеевичу, а восточная — Николаю Сергеевичу. Именно Иван Сергеевич Мальцов вложил всю свою энергию в развитие нового курорта. На дачных участках возводились особняки и пансионы по проектам ведущих архитекторов Н. П. Краснова, Щекетова, Субботина, Семёнова. Строились купальни, банные заведения, ресторан. Все постройки нового курорта были выполнены по индивидуальным проектам. Красивые, нарядные здания и сегодня смотрятся превосходно, радуя жителей и гостей курорта, многие имеют статус объектов культурного наследия.
В отношении одномоментной и гармоничной застройки Симеиз не похож ни на один курортный поселок Южного берега Крыма. Двух-трехэтажные виллы получили необычные названия: "Миро-Маре", "Ксения", "Хайал", "Эльвира" и другие. Все здания отличались разнообразием архитектурных стилей, многообразием форм. Возведены дачи из камня, карьер которого находился рядом, выше поселка. Вскоре появилась аптека, начало действовать постоянно почтово-телеграфное отделение, народный дом.
Во время Гражданской войны служил в Вооружённых силах Юга России и в Русской армии. В декабре 1920 года расстрелян большевиками в имении Багреевка в Ялте, вместе с сыном Сергеем, беременной невесткой и её матерью — Надеждой Александровной.

## Воинские звания
- В службу вступил (18.07.1866)[3]
- Корнет (21.06.1867)
- Поручик (30.08.1868)
- Штабс-ротмистр (30.08.1871)
- Ротмистр (08.04.1873)
- Полковник (27.03.1877)
- Флигель-адъютант (15.05.1877)
- Генерал-майор (30.08.1890)
- Генерал-лейтенант (15.11.1901)
- Генерал от инфантерии (1905)

## Награды
российские:
- Орден Святого Владимира 4 ст. (1877)
- Орден Святой Анны 2 ст. (1882)
- Орден Святого Владимира 3 ст. (1885)
- Орден Святого Станислава 1 ст. (1893)
- Орден Святой Анны 1 ст. (1896)
- Орден Святого Владимира 2 ст. (1891)

иностранные:
- Баденский Орден Церингенского льва 2 ст. командорский крест (1877)
- Персидский Орден Льва и Солнца 2 ст. (1878)
- Французский Орден Почетного Легиона комондорский крест (1882)
- Прусский Орден Красного Орла 2 ст. (1882)
- Черногорский Орден Данило I 3 ст. (1882)
- Австрийский Орден Железной короны 2 ст. (1883)
- Итальянский Орден Короны Италии комондорский крест (1885)
- Бухарский Орден Благородной Бухары 1 ст. (1894)
- Японский Орден Священного сокровища 2 ст. (1896)
- Австрийский Орден Франца Иосифа 1 ст. (1897)
- Прусский Орден Короны 1 ст. (1898)
- Румынский Орден Короны 1 ст. (1899)
- Итальянский Орден Короны Италии большой крест (1903)

## Семья
Жена (с 12.11.1871) — баронесса Екатерина Александровна Остен-Дризен (1853—1880), дочь генерала А. Ф. Дризена и внучка генерал-майора К. Г. Штрандмана. Венчание было в Петербурге в Придворном соборе в Зимнем дворце. Поручителями со стороны жениха были штабс-ротмистр Иван Сергеевич Зыков и штабс-ротмистр Павел Павлович Игнатьев, со стороны невесты - корнет, барон Алексей Александрович Дризен и флигель-адъютант, полковник Алексей Павлович Игнатьев. Скончалась совсем молодой, оставив двух детей:
- Мария (1878—1906)
- Сергей (1876—1920), был женат на княжне Ирине Владимировне Барятинской (1880—1920, дочь Владимира Анатольевича Барятинского). Расстрелян в Крыму вместе с отцом и беременной женой. 
  - Дочери — Мария и Анастасия.
  - Сын — Николай Сергеевич Мальцов (1907, Москва — 1992, Лондон), был женат на Прасковье Аполлинариевне Хрептович-Бутенёвой (1911—1969, дочь Аполлинария Петровича Бутенёва).
    - Внуки — близнецы Сергей Николаевич Мальцов (р. 1932) и Екатерина Николаевна Мальцова (р. 1932), замужем за Винченцо Соццани.
      - Правнучки — Анна, Ольга и Мария Соццани (р. 1969), последняя была женой поэта Иосифа Бродского. Праправнучка — Анна Александра Соццани-Бродская (р. 1993).